# Mapello
Mapello là một đô thị ở tỉnh Bergamo trong vùng Lombardia của nước Ý, có vị trí cách khoảng 40 km về phía đông bắc của Milano và khoảng 9 km về phía tây của Bergamo. Tại thời điểm ngày 31 tháng 12 năm 2004, đô thị này có dân số 5.806 người và diện tích là 8,5 km².
Mapello giáp các đô thị: Ambivere, Barzana, Bonate Sopra, Brembate di Sopra, Palazzago, Ponte San Pietro, Presezzo, Sotto il Monte Giovanni XXIII, Terno d'Isola.